# Slah Fessi
Pour les articles homonymes, voir Fessi (homonymie).
Slah Fessi ou Slaheddine Fessi, né le 15 novembre 1956, est un footballeur international tunisien,.
Il évolue au poste de gardien de but au sein du Club africain.

## Biographie
En concurrence avec Sadok Sassi et Mokhtar Naili, puis Slim Ben Othman, il arrive tout de même à tirer son épingle du jeu et à s'assurer une place de titulaire à un poste très disputé. Il se fait une spécialité de l'exercice des penalties, sachant aussi les transformer, mais souffre parfois d'un déficit de notoriété par rapport à ses concurrents.

## Carrière
- 1976-1989 : Club africain (Tunisie)